# Szantebal
A Szantebal a kambodzsai vörös khmerek belbiztonsági szolgálata volt. Az elnevezés két khmer szó szantiszuk (biztonság) és nortobal (rendőrség) összevonásából származik.

## Története
A Szantebal a szélsőbaloldali vörös khmerek által ellenőrzött területeken alakult meg 1971-ben. Miután a vörös khmerek 1975. április 17-én hatalomra jutottak, a Szantebal feladata lett az országos börtönhálózat, köztük a phnompeni hírhedt Tuol Szleng üzemeltetése. A Pol Pot által irányított agrárkommunista államban – Demokratikus Kambodzsa – a szolgálat tagjai sok tízezer kambodzsait kínoztak és gyilkoltak meg 1975 és 1979 között az irányításuk alatt álló kétszáz börtönben. A Szantebal vezetője Szon Szen, majd Kaing Guek Eav volt. A szélsőbaloldali diktatúra bukása után nagyjából negyedmillió dokumentum maradt a Szantebal tevékenységéről.